# الخليج الكوري
الخليج الكوري أو خليج كوريا، في بعض الاحيان يطلق عليه مسمى خليج غرب كوريا ((هانغل: ); لفظ كوري: ‎[sʰʌdʑosʰʌn.man]‏ أو لفظ كوري: ‎[sʰʌhan.man]‏) هو امتداد جنوبي للبحر الأصفر، الذي يقع بين محافظة لياونينغ في الصين و بيونغان الشمالية الواقعة في كوريا الشمالية .
وتفصله شبه جزيرة لياودونغ عن بحر بوهاي، و داليان الواقعة في أقصى الجنوب.
يسكب نهر يالو الذي يفصل بين حدود الدولتين الصين وكوريا الشمالية، في خليج كوريا بين داندونغ (الصين) و سينويجو (كوريا الشمالية).

## انظر ايضاً
- خليج كوريا الشرقي
- جغرافيا الصين
- جغرافيا كوريا الشمالية
- شبه جزيرة كوريا